# Florinas
Florinas (sardinsky: Fiolìnas) je italská obec (comune) v provincii Sassari v regionu Sardinie. Nachází se ve výšce 417 metrů nad mořem a má přibližně 1 400 obyvatel. Rozloha obce je 36,06 km².